# 1449

## Události

### Probíhající události
- 1436–1449: Lučchuan-pchingmienské války
- 1448–1449: Povstání Teng Mao-čchiho

## Narození

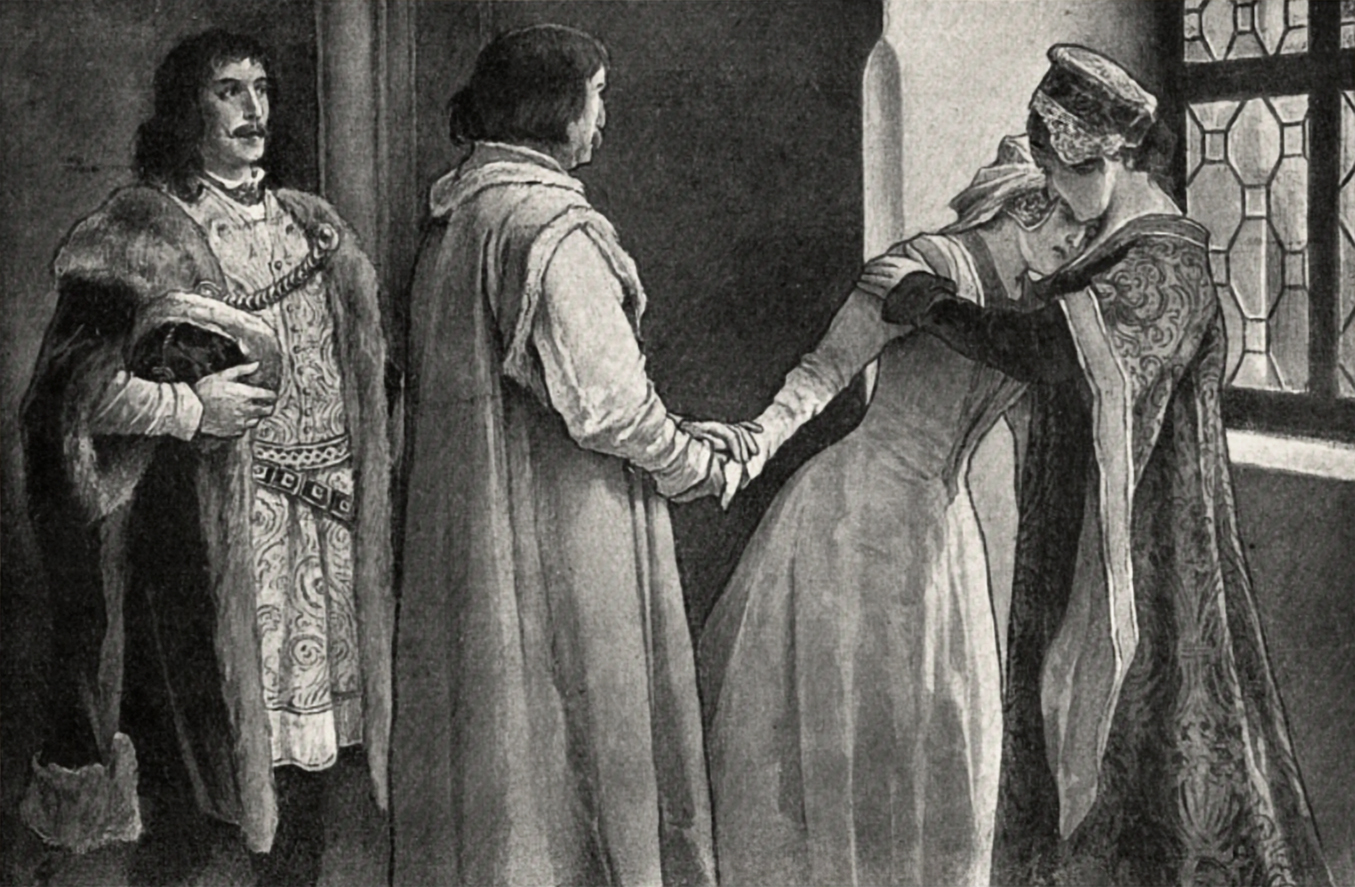
Kateřina z Poděbrad (* 11. listopadu)

### Česko
- 11. listopadu
  - Kateřina z Poděbrad, česká princezna a manželka Matyáše Korvína († 8. března 1464)
  - Zdenka Česká, dcera Jiřího z Poděbrad a díky sňatku saská vévodkyně († 1. února 1510)

### Svět
- 01. ledna – Lorenzo I. Medicejský, vládce Florencie († 8. dubna 1492)
- 21. října – Jiří Plantagenet, anglický vévody, důležita osoba ve válce růží († 1478)
- neznámé datum
  - srpen – Bona Savojská, savojská princezna († 17. listopadu 1503)
  - Domenico Ghirlandaio, italský renesanční malíř († 1494)
  - Jindřich Percy, 4. hrabě z Northumberlandu, anglický šlechtic († 28. dubna 1489)
  - Aldus Manutius, italský humanista a typograf, který zásadně ovlivnil dějiny knihtisku a evropské vzdělanosti († 1515)
  - Manduchaj, mongolská královna († 1510)
  - Císařovna Wu, manželka císaře říše Ming Čcheng-chuy († 1509)
  - Markéta Saská, braniborská kurfiřtka a markraběnka († 13. července 1501)
  - Markéta z Foix, bretaňská vévodkyně († 15. května 1486)
  - Axayacatl, aztécký vládce († 1481)

## Úmrtí

### Česko
- 03. února – Menhart z Hradce, nejvyšší pražský purkrabí (* 1398)
- 19. července – Kašpar Šlik, kancléř Svaté říše římské (* ? 1396)
- 19. listopadu – Kunhuta ze Šternberka, česká šlechtična, první manželka Jiřího z Poděbrad, pozdějšího českého krále (* 1425)

### Svět
- 08. července – Ču Jou-tun, čínský princ (* 7. února 1379)
- 13. srpna – Ludvík IV. Falcký, kurfiřt falcký z rodu Wittelsbachů (* 1. ledna 1424)
- 01. září
  - Cchao Naj, politik čínské říše Ming (* 1402)
  - Wang Čen, čínský eunuch ve službách císaře (* ?)
- 27. října – Ulugbek, turkický vládce, matematik a astronom (* 22. března 1394)
- 31. října – Alžběta Braniborská, kněžna břežsko-lehnická a těšínská (* 1403)
- neznámé datum
  - Emine Hatun, manželka osmanského sultána Mehmeda I. a matka sultána Murada II. (* 1389)
  - Hüma Hatun, čtvrtá manželka osmanského sultána Murada II. a matka sultána Mehmeda II. (* asi 1410)
  - Chuang Chuaj, politik čínské říše Ming (* 1367)

## Hlavy států
- České království – Ladislav Pohrobek
- Svatá říše římská – Fridrich III.
- Papež – Mikuláš V.
- Anglické království – Jindřich VI.
- Francouzské království – Karel VII.
- Polské království – Kazimír IV. Jagellonský
- Uherské království – Ladislav Pohrobek
- Litevské knížectví – Kazimír IV. Jagellonský
- Říše Inků – Pachacútec Yupanqui
- Byzantská říše – Konstantin XI. Dragases Palaiologos
- Osmanská říše – Murad II.